# جورچین

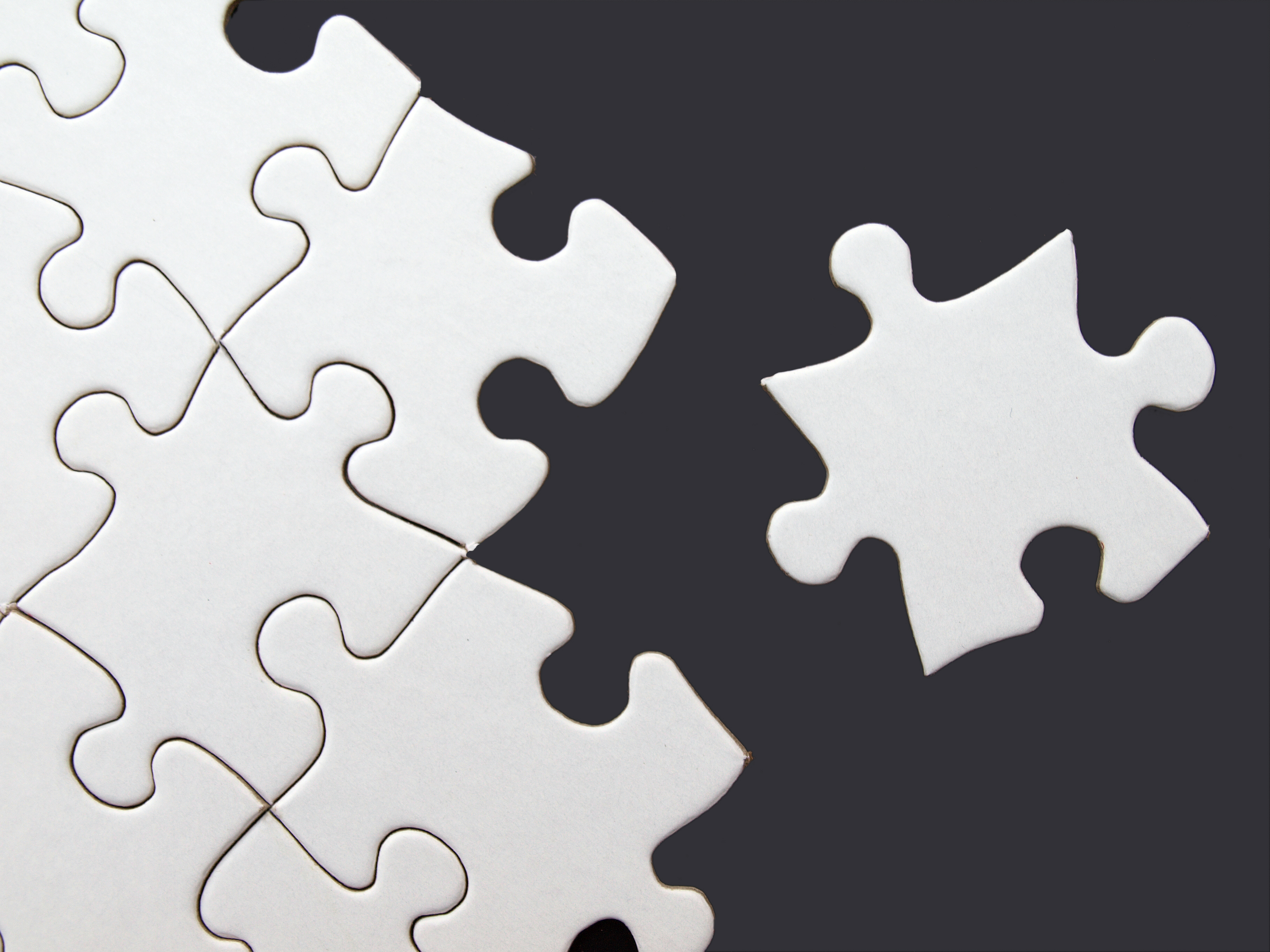
شمایل متداول جورچین‌ها و نحوهٔ چیدن آن‌ها

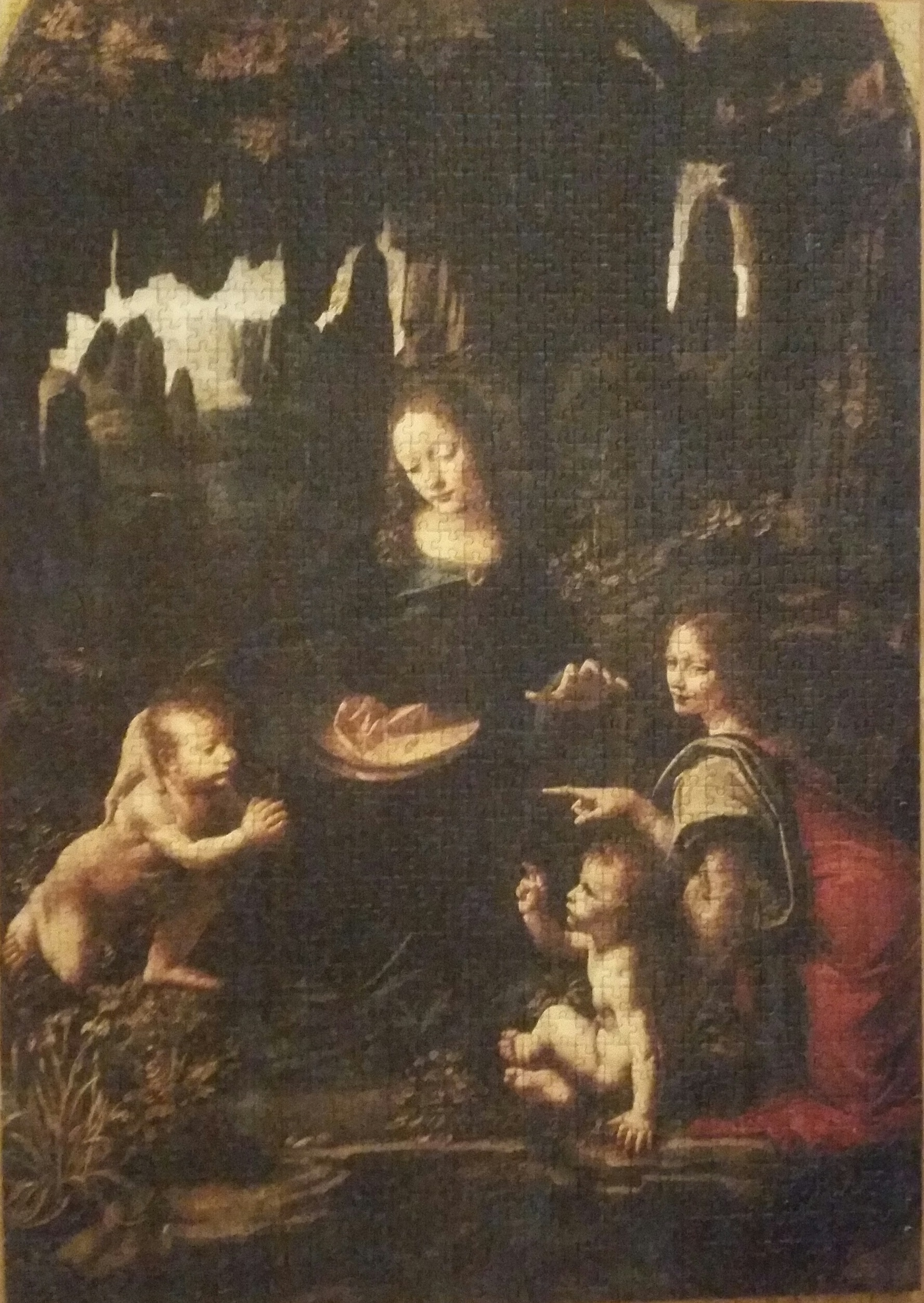
نمایی از یک پازل جورچین تکمیل شده

جورچین یا پازل جیگسا (به انگلیسی: Jigsaw puzzle) یک گونه از پازل است که در آن بازیکن قطعات کوچک از جنس مقوا یا چوب را در کنار هم می‌چیند تا تصویر اولیه ساخته شود. پازل‌ها در اندازه‌های متفاوت ساخته می‌شوند.
جورچین می‌تواند به عنوان ابزار کمک آموزشی استفاده شود. استفاده از پازل‌هایی با طرح کشورها یا استان‌ها/ایالت‌ها در آموزش جغرافیا بسیار مؤثر است. از پازل‌ها برای آموزش حروف و جمله‌سازی به کودکان نوآموز نیز استفاده می‌شود. همچنین چیدن جورچین یکی از روش‌های مؤثر در کاهش استرس و افسردگی است و در پیشگیری از آلزایمر مؤثر است.
حل کردن پازل یا جورچین فشار زیادی به چشم‌ها وارد می‌کند، به دلیل نیاز به دیدن و بررسی قطعه‌های جورچین از فاصله نزدیک و کوچک بودن آن قطعه‌ها؛ لذا انجام دادن آن برای کسانی که بینایی ضعیفی دارند مخصوصا اگر از عینک استفاده نمی‌کنند، مناسب نیست.
به دلیل فشار زیاد به چشم، بهتر است در محیطی با نور بالا، مثلا ساعات روز در فضای باز انجام شود تا فشار کمتری به چشم‌ها وارد شود.
بعضی جورچین‌های ارزان قیمت، ممکن است کیفیت چاپ تصویر خوب و بالایی نداشته باشند یا اینکه کیفیت چاپ خوب باشد ولی تصویر پازل از اصل یک تصویر یا نقاشی باشد که قسمت‌های زیادی از آن تار است، در نتیجه حل کردن اینجور پازل/جورچین‌ها به دلیل کیفیت پایین تصویر چاپ شده یا تار بودن خود تصویر اصلی، فشار زیادی بر چشم‌ها وارد خواهد کرد و زمان حل کردن پازل را هم افزایش خواهد داد.
حل کردن قسسمت‌هایی از جورچین یا پازل که فضای زیادی از تصویر آن، به صورت یک رنگ و بدون طرح یا نقش و نگار است، در مقایسه با قسمت‌های دارای نقش و نگار، از سختی بسیار بیشتری برخوردار است و در واقع باید آن قسمت‌ها را از طریق چفت شدن قطعات با هم حل کرد که در مقایسه با قسمت‌هایی که نقش و نگار دارند و با مقایسه و ارزیابی قطعات با تصویر اصلی، به صورت چشمی حل شوند، حل کردن قسمت‌های تک‌رنگ و بدون طرح، زمان بسیار بیشتری می‌گیرد.
در پشت قطعات بعضی پازل‌ها یا جورچین‌ها، یک شماره حک شده است تا اشخاصی که نمی‌خواهند یا نمی‌توانند پازل را حل کنند، با کنار هم چیدن قطعات پازل براساس شماره، پازل را حل کنند و به تصویر نهایی دست پیدا کنند. البته اکثر پارل‌ها این شماره‌بندی را ندارند.
نسبت تعداد قطعات پازل به سایز یا ابعاد پازل: در دو پازل با ابعاد یکسان، آن پازل که تعداد قطعات بیشتری دارد، حل کردنش به زمان بیشتری احتیاج خواهد داشت و هم به چشم‌ها فشار بیشتری وارد می‌کند چون قطعاتش کوچک‌تر هستند.

## نگارخانه

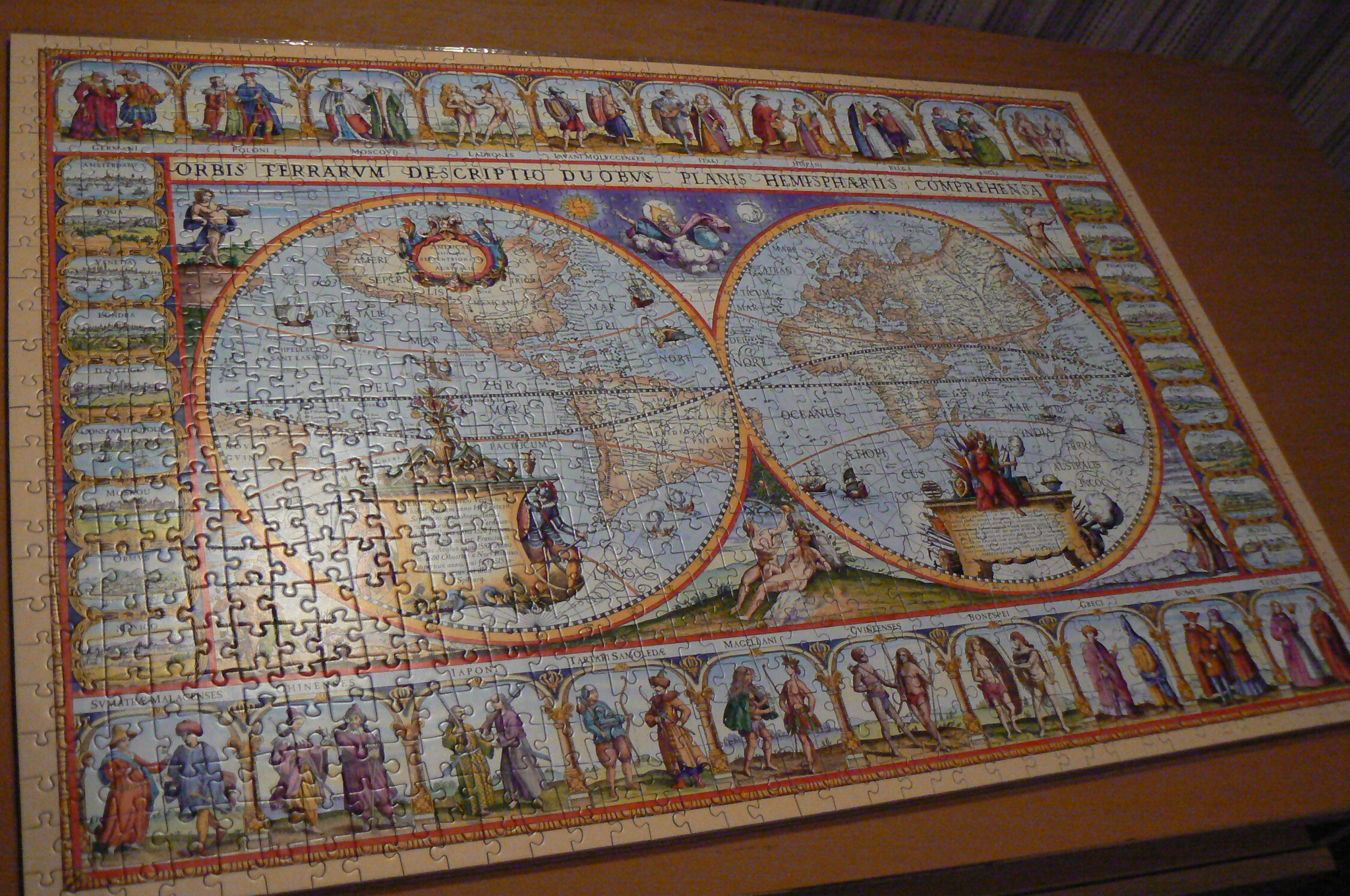
جورچینی مونتاژ شده از یک نقشه تاریخی سال ۱۶۳۹
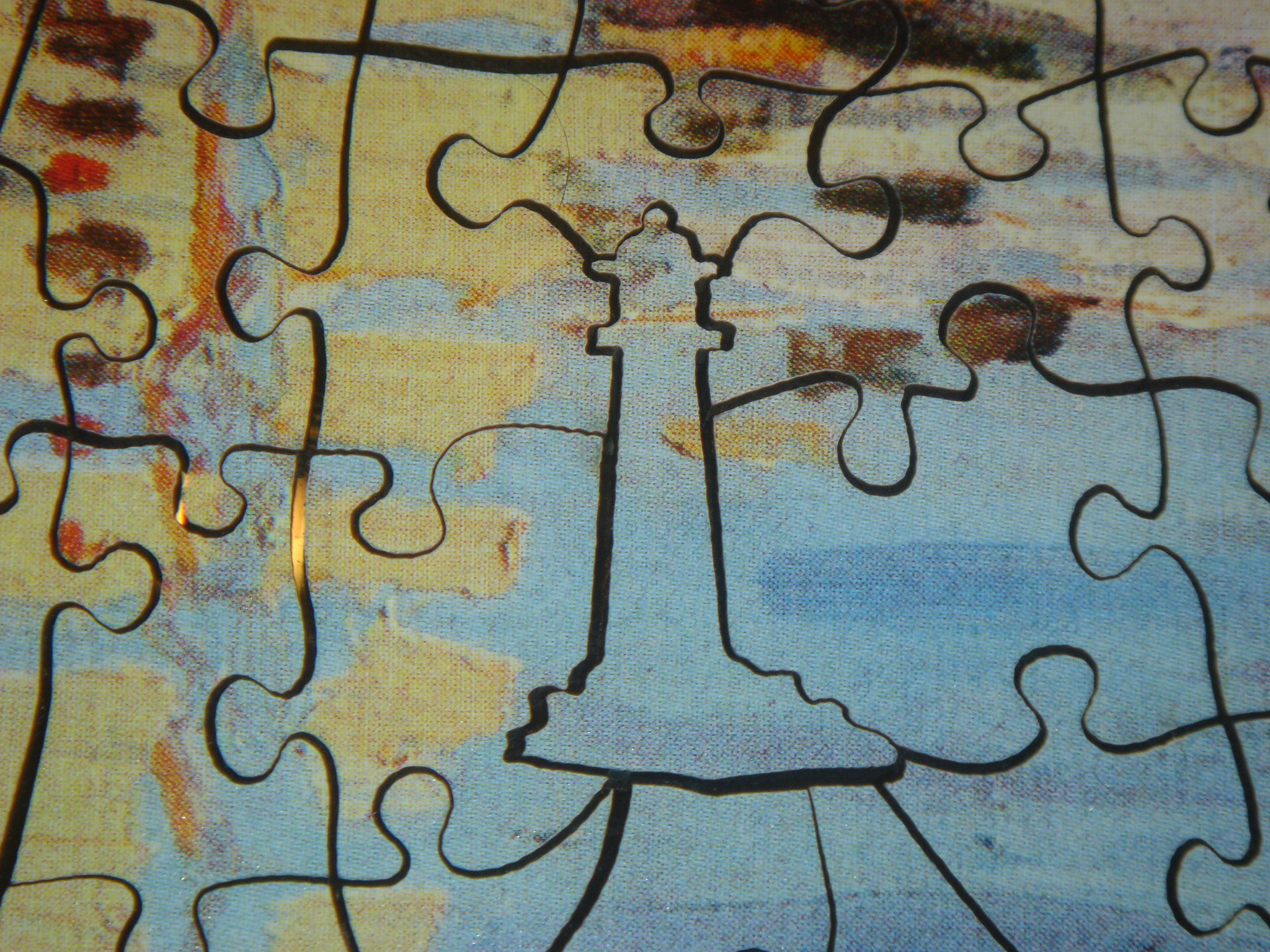
یک قطعه ویژه در جورچینی چوبی
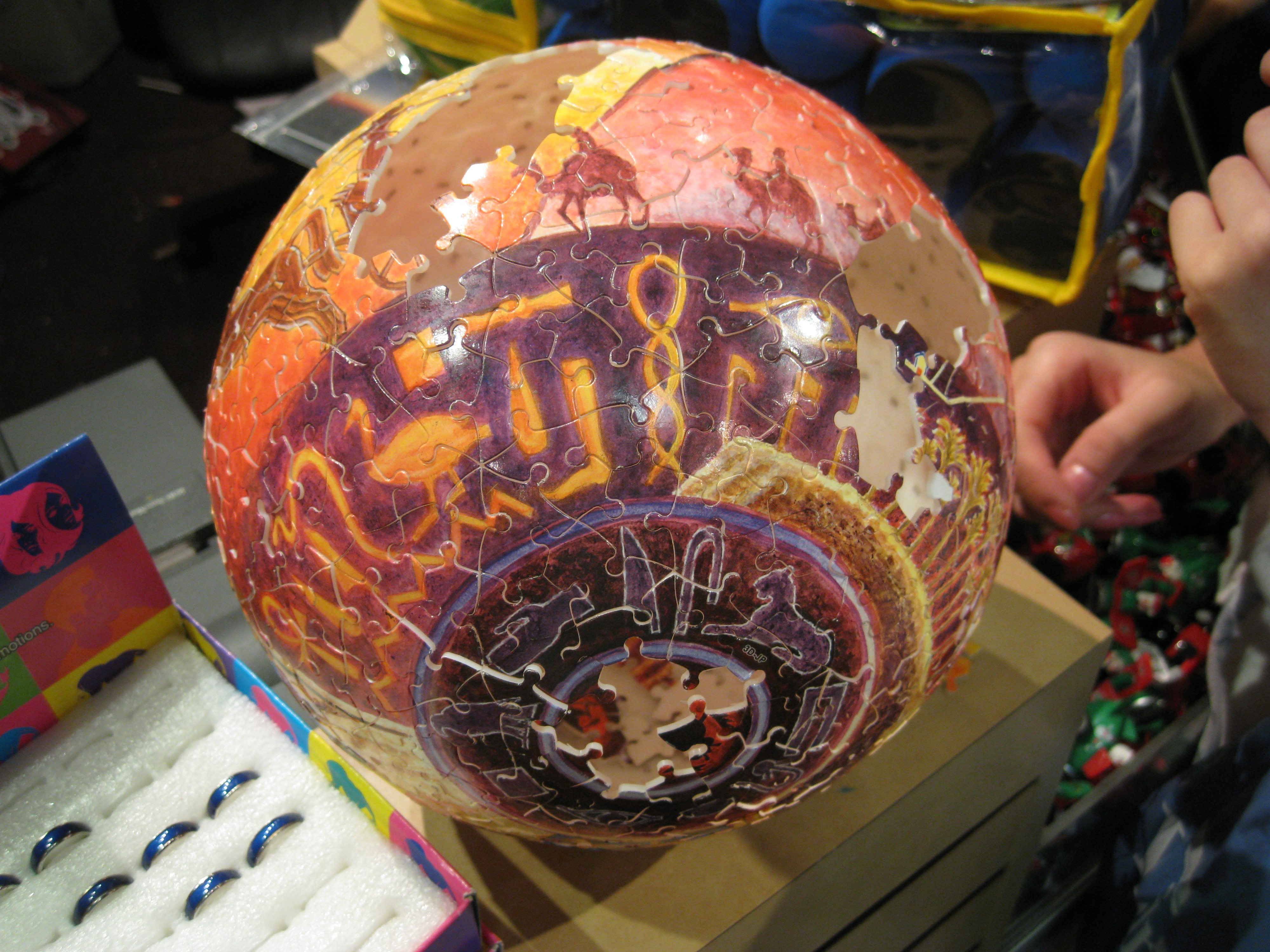
جورچینی سه بعدی
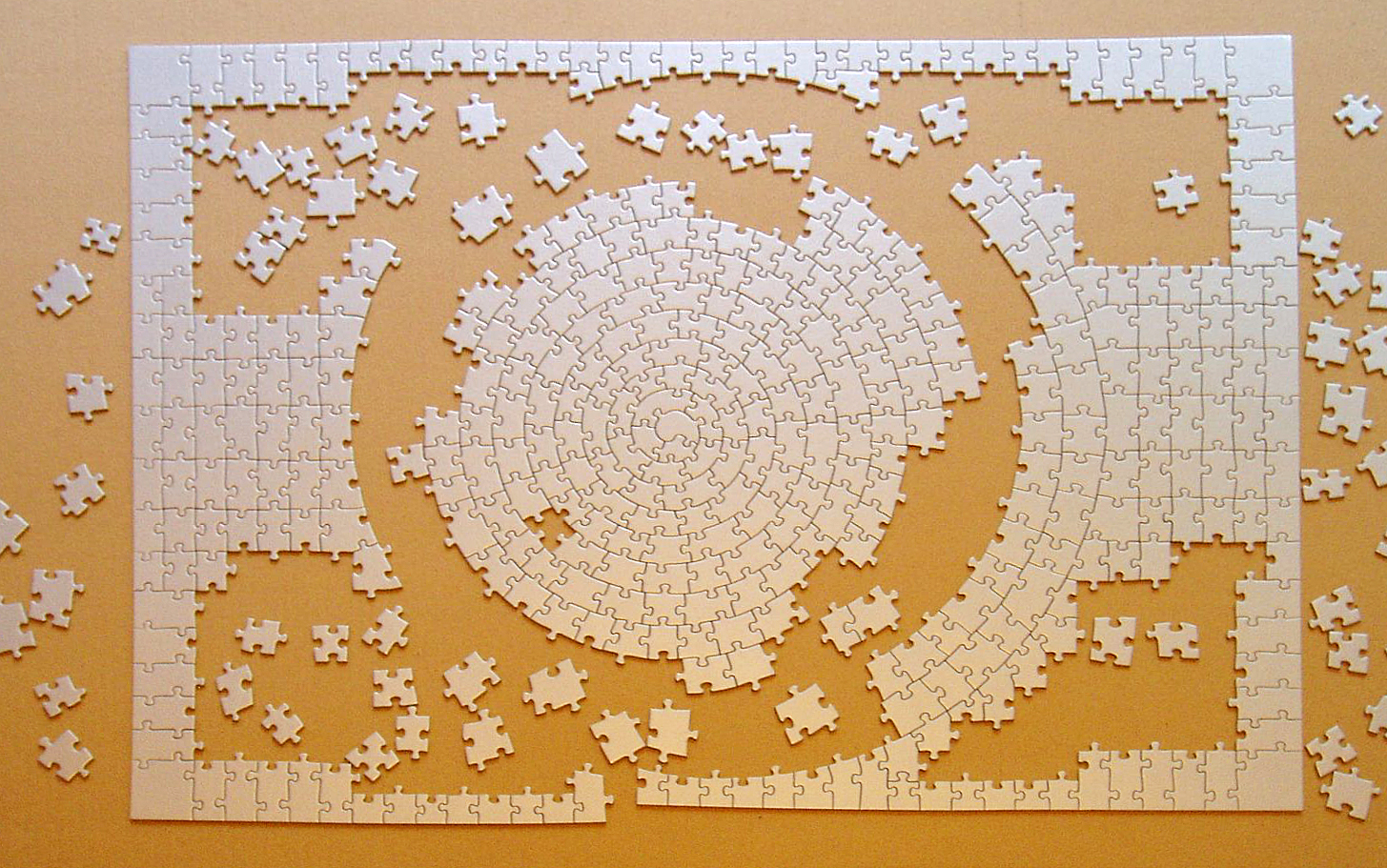
جورچینی بدون تصویر